# Різниченко Василь Федорович
Васи́ль Фе́дорович Різниче́нко  (Різников) (* 16 (28) січня 1892, Конотоп, нині Сумської області — † 17 липня 1938, Київ) — український історик-популяризатор, бібліограф, демограф.

## Біографія
Василь Федорович народився в Конотопі в заможній православній родині. Його батько Федір Пилипович Різников був особистий дворянин, служив фельдшером, досягши, правда, одного з найменших чинів — колезького секретаря. Мав будинок у Конотопі, оцінений у 2 000 карбованців. Матір звали Олександра Михайлівна.
Закінчивши Конотопську церковнопарафіяльну, а 1911 року — комерційну школу, Василь вступив того самого 1911 року до Київського політехнічного інституту, а 1913 року — до Київського комерційного інституту. Закінчив його 1918 року, коли йому було 26 років, із званням кандидата економічних наук. Його свідоцтво про освіту підписав ректор інституту, згодом академік УАН Костянтин Воблий.
Ставши знову студентом — тепер уже Київського археологічного інституту, у липні 1920 року подав прохання про зарахування його слухачем комерційно-технічного факультету того самого Комерційного інституту, що його він незадовго перед тим закінчив, і був зарахований.
Від 1928 року на запрошення академіка Михайла Птухи працював у ВУАН — асистентом, згодом старшим науковим співробітником Інституту демографії АН УРСР. Чистку (6 серпня 1930 року) пройшов, але у протоколі записали: «Зовсім не має громадського навантаження. Політично неписьменний. […] Відмітити й запропонувати ліквідувати свою політичну неписьменність».
10 лютого 1938 року Різниченка заарештували. Його звинуватили в шпигунській діяльності на користь Польщі. 17 липня 1938 року в Києві Василя Федоровича Різниченка розстріляли. Найімовірніше, він лежить у Биківні.

## Праці
Починаючи з 1915 року, виходили доволі численні Різниченкові брошури Різниченка з краєзнавства та історії Гетьманщини — козацько-старшинської державності 17—18 століть. Це «Проект українського університету в Батурині» (Київ, 1916), «З минулого Батурина» (частини 1—2. Київ, 1916) та «Батуринський шлях» (Київ, 1916). Вчений-просвітитель розпочав також серію життєписів, що зрештою мала скласти біографічний словник діячів Конотопщини (Михайло Драгомиров та Петро Прокопович). Від 1916 року працював над історією Конотопа за газетними кореспонденціями (доля цієї праці невідома).
Був редактором місячника «Пасічнича старовина» (додаток до журналу «Пасічник»).